# Protocol criptogràfic
Un protocol de seguretat, criptogràfic o de xifrat, és un protocol de xarxa, genèric o concret, que realitza funcions relacionades amb la seguretat informàtica, aplicant mètodes criptogràfics. Un protocol descriu la forma en què s'ha d'usar un algorisme. Un protocol prou detallat inclou detalls sobre les estructures de dades i representacions, punt en el qual es pot fer servir per implementar versions interoperables múltiples d'un programa.
Els protocols criptogràfics s'usen àmpliament per a transport de dades assegurances a nivell d'aplicació. Un protocol criptogràfic comunament incorpora com a mínim un dels següents aspectes:
- Acord de clau o establiment d'elles.
- Autenticació d'entitats.
- Xifrat simètric i autenticació de missatges.
- Transport de dades en forma segura a nivell d'aplicació.
- Mètodes de no repudi.

Per exemple, Transport Layer Security (TLS) és un protocol criptogràfic usat en connexions web segures (https). Té un mecanisme d'autenticació d'entitats basat en el sistema X.509, una fase de configuració de claus, en la qual es decideix una clau de xifrat simètric mitjançant l'ús de criptografia de clau pública, i una funció de transport de dades de nivell d'aplicació. Aquests tres aspectes tenen interconnexions importants. El TLS estàndard no proporciona suport per a no repudi.
Hi ha altres tipus de protocols criptogràfics també i fins i tot el terme mateix té diverses interpretacions diferents. Els protocols criptogràfics d'aplicació utilitzen sovint un o més mètodes d'acord de claus, als quals de vegades se'ls anomena "protocols criptogràfics". De fet, el TLS empra l'intercanvi de claus de Diffie-Hellman, que si bé no forma part del TLS, pot ser vist com un protocol criptogràfic per si mateix per a altres aplicacions.
Els protocols criptogràfics poden ser verificats formalment en un nivell abstracte algunes vegades.

## Protocols criptogràfics avançats
Una àmplia varietat de protocols criptogràfics van més enllà dels objectius tradicionals de la confidencialitat de dades, integritat i autenticació a assegurar també una varietat d'altres característiques desitjades de col·laboració mediada per ordinador. Les signatures cegues es poden usar per diners en efectiu digital i credencials digitals per demostrar que una persona té un atribut o dret sense que es reveli la identitat de la persona o les identitats dels tercers amb els quals aquesta persona va realitzar transaccions. El segellat de temps digital segur es pot usar per demostrar que van existir dades (fins i tot si eren confidencials) en un determinat moment. El còmput multipartit segur es pot usar per computar respostes (com ara la determinació de l'aposta més alta d'una acció) des de dades confidencials (com ara apostes privades), de tal manera que un cop finalitzat el protocol, els participants coneixen només l'entrada que ells van realitzar i la resposta. Les signatures innegables inclouen protocols interactius que li permeten al signant demostrar un frau i limitar els quals poden verificar la signatura. El xifrat revocable estén el xifrat estàndard fent matemàticament impossible que un atacant demostri l'existència d'un missatge de text pla. Les mescles digitals creen comunicacions que són difícils de rastrejar.